# Kunal Nayyar

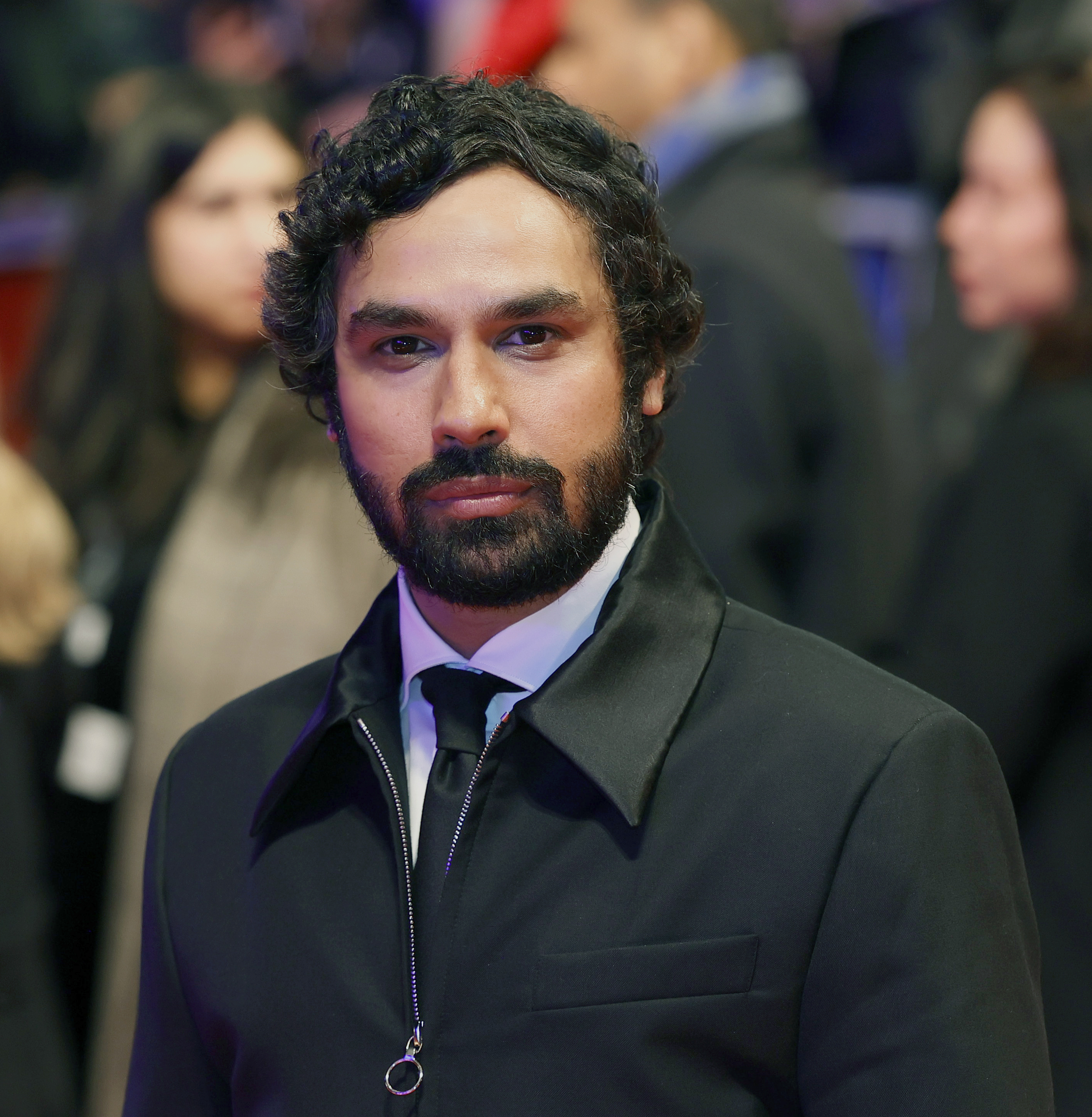
Kunal Nayyar (2024)

Kunal Nayyar (Devanagari: कुणाल नय्यर; * 30. April 1981 in London) ist ein britischer Schauspieler, der durch die Rolle des Rajesh „Raj“ Koothrappali in der US-Sitcom The Big Bang Theory internationale Bekanntheit erlangte.

## Leben und Leistungen
Nayyar wurde in London geboren und wuchs in Neu-Delhi auf. Nach der High School ging er in die Vereinigten Staaten, wo er an der University of Portland Finanzwirtschaft und an der Temple University in Philadelphia Schauspielkunst studierte. Bereits in jungen Jahren wirkte Nayyar in Musicals und Bühnenstücken mit, 2004 erhielt er seine erste Nebenrolle in dem Spielfilm S.C.I.E.N.C.E. Von 2007 bis 2019 spielte er als Dr. Rajesh Koothrappali eine Hauptrolle in der von Chuck Lorre produzierten Sitcom The Big Bang Theory. 2012 wurde er für den Screen Actors Guild Award (Outstanding Performance by an Ensemble in a Comedy Series) nominiert.
Vom 25. bis 27. Februar 2015 moderierte er als Gasthost die Late Late Show.
Nayyar ist seit dem 23. Dezember 2011 mit der Miss India 2006, Neha Kapur, verheiratet.

## Filmografie
- 2004: S.C.I.E.N.C.E
- 2007: Navy CIS (NCIS, Fernsehserie, Folge 4x12)
- 2007–2019: The Big Bang Theory (Fernsehserie, 279 Folgen)
- 2010: CollegeHumor: Porn Tech Support (YouTube)
- 2010–2011: The Late Late Show with Craig Ferguson (2 Folgen)
- 2012: Ice Age 4 – Voll verschoben (Ice Age: Continental Drift, Stimme)
- 2012: …or die
- 2013–2016: Sanjay & Craig (Fernsehserie, 29 Folgen, Stimme)
- 2014: The Scribbler
- 2014: Dr. Cabbie
- 2013–2014: Sullivan & Son (Fernsehserie, 2 Folgen)
- 2015: Consumed
- 2015: The Mindy Project (Fernsehserie, Folge 4x01)
- 2016: Trolls (Stimme)
- 2016: Fantasy Hospital (Fernsehserie, 10 Folgen, Stimme)
- 2016: The Toycracker: A Mini-Musical Spectacular (Fernseh-Kurzfilm, Stimme)
- 2017: Trolls: Feiern mit den Trolls (Trolls Holiday, Fernseh-Kurzfilm, Stimme)
- 2019: Sweetness in the Belly
- 2020: Trolls World Tour (Stimme)
- 2020: Denk wie ein Hund (Think Like a Dog)
- 2020: Tiny Diamond geht wieder in die Schule (Tiny Diamond Goes Back to School, Kurzfilm)
- 2020: Criminal: UK (Fernsehserie, Folge 2x04)
- 2020–2021: Mira – Die Meisterdetektivin (Mira, Royal Detective, Fernsehserie, 4 Folgen, Stimme)
- 2021: Trolls Holiday in Harmony (Fernseh-Kurzfilm)
- 2022: Suspicion (Fernsehserie, 8 Folgen)
- 2022: The Storied Life of A.J. Fikry
- 2023: Trolls – Gemeinsam Stark (Trolls Band Together, Stimme)
- 2024: Spaceman: Eine kurze Geschichte der böhmischen Raumfahrt (Spaceman)
- 2024: Date mich Billy Walsh! (How to Date Billy Walsh)
- 2024: Night Court (Fernsehserie, 1 Folge)